# 28954 Feiyiou
28954 Feiyiou è un asteroide della fascia principale. Scoperto nel 2000, presenta un'orbita caratterizzata da un semiasse maggiore pari a 2,6075679 UA e da un'eccentricità di 0,1477135, inclinata di 2,22701° rispetto all'eclittica.